# Mayerffy Ferenc
Mayerffy Ferenc (teljes nevén Mayerffy Xavér Ferenc)  (Pest, 1776 – Pest, 1845. szeptember 7.) serfőzőmester, szőlész, a pestszentlőrinci Ferihegy városrész névadója, a Lovaregylet alapítója, Széchenyi István barátja.

## Életpályája
Mayerffynak 1805 és 1809 között a Tabánban volt serfőzdéje, majd Pesten a Lipótvárosban új serfőző házat alapított a Géza utcában.
Mayerffy Xavér Ferenc 1799-től bérletbe vette a Puszta Szent Lőrinc-i Grassalkovich-birtokot, majd a bérletet felmondva, egy részét meg is vásárolta. Birtokán – többek között – szőlőiskolát is létesített, (ezt a területet nevezték el róla később Ferihegynek) ahol új fajtákat nemesített ki akkor, amikor a magyar szőlőkultúra hanyatlásnak indult. Ezzel Széchenyi céljait is támogatta. 1830-ban a Mayerffyak megvásárolják Gödöt. Sírhelye ma is megtalálható a régi nevén Gödpusztai, mai nevén gödi újtemetőben. A tulajdonos Mayerffy Ferenc, és testvére Mayerffy József. Sas-hegyi szőlőiskoláját 1834-ben Schams Ferenc vette bérbe, ahol megalapította magyar fajtákkal az Országos Szőlőiskolát. Ebből fejlődött ki az Országos Magyar Gazdasági Egyesület (OMGE) szőlőiskolája, majd az Entz Ferenc által vezetett budai vincellérképezde utódaként a Kertészeti és Szőlészeti Főiskola. Tevékeny őszibarack-termesztő is volt.